# Glacera de Bossons
La glacera de Bossons (en francès: glacier des Bossons) és una de les principals glaceres del massís del Mont Blanc, en el departament d'Alta Savoia, a França. És la cascada de gel més gran d'Europa que baixa des del cim del Mont Blanc fins a la vall de Chamonix-Mont-Blanc.

## Situació

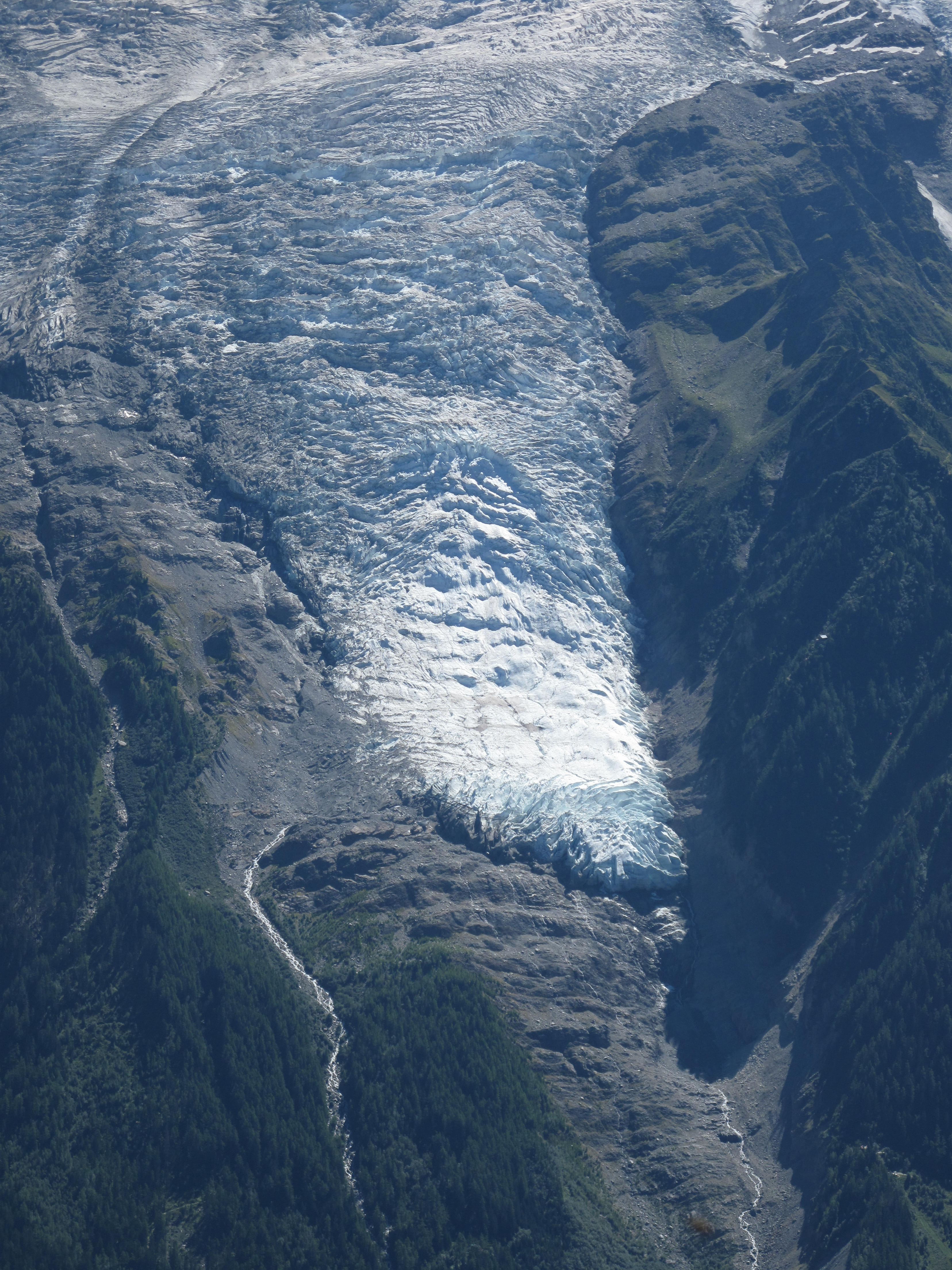
La llengua terminal i els seus tres emissaris: els torrents de Creusaz, Creusette i Bossons (d'esquerra a dreta)

Neix en el vessant francès del cim del Mont Blanc (4.810 m), i baixa entre les roques Rouges (4.364 m) i el Dôme du Goûter (4.304 m). En la seva part més alta, la seva conca d'alimentació gairebé coincideix amb la de la veïna glacera de Taconnaz, però aquestes glaceres se separen a banda i banda d'una cresta definida pels cims del Dôme du Goûter, el pic Wilson i els Grands Mulets.
S'estén fins a la vall de Chamonix, dominant el poble de Bossons que li dona el seu nom. La seva llengua terminal està en reculada actualment, però va arribar fins al voltant de 1.200 m d'altitud els anys vuitanta. Des que va acabar el període de crescuda dels anys 1960-1970, està retrocedint més de 20 m per any deixant al descobert terrens poc estables sense vegetació, els esfondraments de la qual i lliscaments amenacen els habitatges més propers. Servia d'escola de gel per a la companyia de guies de Chamonix.
Fins a finals del segle xix, la glacera baixava cap a la vall, on amenaçava amb tallar la carretera. Va retrocedir 1.200 metres en relació amb les extensions observades a principis del segle xx.

## Característiques
La glacera de Bossons és alimentada no només pel permagel del Mont Blanc, sinó que rep igualment el gel de les cares nord i oest dels cims del mont Blanc du Tacul i del mont Maudit. Té un pendent mitjà del 50 %, podent en el seu recorregut alt aconseguir un 75 %. Aquest fort pendent aliat amb els desnivells bruscos del terreny en el qual s'assenta la glacera li donen un relleu molt accidentat, amb profundes escletxes i freqüents esfondraments de seracs.

## Catàstrofes aèries
La catàstrofe del Malabar Princess va tenir lloc aquí el 3 de novembre de 1950. Un Lockheed Constellation d'Air India es va estavellar prop de Rocher de la Tournette, a 4.677 m d'altura, provocant 48 víctimes (ningú no va sobreviure).
Quinze anys més tard, el 24 de gener de 1966, el Kanchenjunga, un Boeing 707 de la mateixa companyia Air Índia, amb 117 persones a bord, es va estavellar gairebé en el mateix lloc, sense deixar supervivents. Efectuava un vol entre Bombai i Nova York. Entre les víctimes estava Homi Jehangir Bhabha un dels pares del programa nuclear de l'Índia.